# Œuvre de secours aux enfants

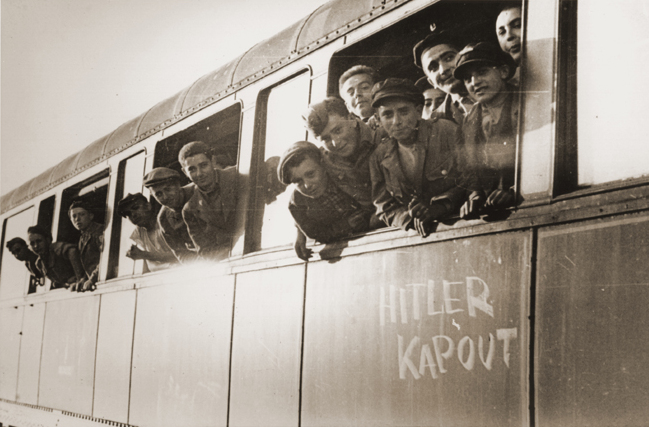
Junge befreite jüdische Kinder, die aus den Fenstern eines Zuges lehnen, der vom Konzentrationslager Buchenwald kommt. Der Zug mit der Aufschrift „Hitler kapout“ transportierte die Kinder zu einem OSE-Heim in Écouis, Frankreich.

Die gemeinnützige Organisation Œuvre de secours aux enfants (OSE) wurde am 7. August 1912 in Sankt Petersburg von Ärzten zum Schutz kranker jüdischer Kinder gegründet und hatte bald in vielen europäischen Ländern Niederlassungen. Im Jahr 1921 wurde sie in Russland verboten, da sie sich einer staatlichen jüdischen Dachorganisation nicht unterordnen wollte und deshalb aus ihr ausgetreten war. Im Jahr 1923 hatte die Organisation ihren Sitz in Berlin unter dem Ehrenvorsitz von Albert Einstein. Mit der Machtergreifung der Nationalsozialisten 1933 wurde ihr Sitz nach Paris verlegt.
Nach der deutschen Besetzung Nordfrankreichs wurde der Sitz im Jahr 1940 nach Vichy-Frankreich verlegt, 1943 dann nach Genf in die Schweiz. Seit 1950 befindet sich der Hauptsitz wieder in Paris.
Schwesterorganisationen der OSE sind die im Jahr 1880 in St. Petersburg gegründete jüdische Gesellschaft für handwerkliche und landwirtschaftliche Arbeit Organisation, Reconstruction, Travail (ORT) sowie die bedeutende US-amerikanische Hilfsorganisation American Jewish Joint Distribution Committee, kurz Joint.

## Name
Die Organisation wurde ursprünglich mit dem Namen (russ.:) "Obshchestvo okhraneniia zdorov’ia evreiskogo naseleniia" gegründet und bald umbenannt in "Obščestvo Zdravoochranenija Evreev" („OZE“ – Organisation für den Schutz der Gesundheit der Juden).
Die heutige Abkürzung des Namens leitet sich aus der Beschreibung der Tätigkeit der Organisation Œuvre de secours aux enfants (etwa: „Kinderhilfswerk“ oder „Kinderhilfe-Gesellschaft“) ab. Gleichzeitig bildet „OSE“ ein Akronym, da die Organisation die Aussprache der Abkürzung „OSE“ wie bei „osé“ (franz.: „oser“ – wagen, sich zutrauen) vornimmt.

## Aufgaben vor dem und während des Zweiten Weltkriegs

UGIF (L’Union générale des israélites de France), 1942.

Der französische Zweig der OSE gliederte sich nach der deutschen Besetzung Frankreichs in die "Union générale des israélites de France" ein. Er wurde zur dritten Gesundheitsorganisation der UGIF. Sie wurde damit die wichtigste Organisation zur Rettung jüdischer Kinder in Frankreich.
Bis zum Jahr 1933 führte der deutsche Zweig der OZE ein relativ normales Vereinsleben, z. B. gab es am 12. Februar 1927 im Logenhaus Berlin einen Wohltätigkeitsball zugunsten seiner Aktivitäten; angeboten wurden Vorträge in russischer Sprache (z. B. Der Kampf gegen die Tuberkulose oder Das OZE und die Aufgaben der jüdischen Gesundheitsvorsorge, beide 1927).
Am 11. November 1922 feierte die OZE im Logenhaus Berlin den 10. Jahrestag ihres Bestehens. Es gab Vorträge von dem OZE-Mitgründer in Russland, Moisei M. Gran: „10 Jahre OZE“ und von Philipp Maksovič Bljumental': »Evrejstvo pered licom boleznej i smerti« (=Das Judentum im Angesicht von Krankheit und Tod), und ein Konzert. Am 27. August 1923 führte OZE in Berlin eine „Erste Weltkonferenz zum jüdischen Gesundheitswesen“ durch.
In der Zeit der politischen Repressionen gegen Juden in Deutschland und Österreich betreute OSE in Frankreich viele jüdische Kinder, die aus Deutschland und Österreich fliehen mussten. Im Frühjahr 1942 befanden sich 1349 Kinder in OSE-Häusern. Unter maßgeblicher Verantwortung des russisch-französischen Psychiaters und Philosophen Eugène Minkowski wurden von diesen 311 Kinder über Lissabon in die USA geschickt.
Vom April 1943 bis 1944 wurde ein „Schmuggel“ von Kindern in der Schweiz organisiert, um besonders gefährdete Kinder zu schützen. Kinder wurden in Heimen befreundeter Hilfsorganisationen oder bei Privatpersonen untergebracht. OSE war auch im August 1942 maßgeblich an der „Nacht von Vénissieux“ beteiligt, bei der 108 Kinder aus dem Anhaltelager gerettet wurden.
Es wird geschätzt, dass OSE insgesamt etwa 5000 Kinder vor den Nazis gerettet hat.
Dem Reichssicherheitshauptamt galt OSE im Zusammenhang der Maßnahmen gegen Juden im „Altreich“ als feindliche Organisation, zumal sie eine Ortsgruppe in Berlin und bis zum Einmarsch der Deutschen eine solche in Danzig hatte.

## Aufgaben nach dem Zweiten Weltkrieg
Nach dem Krieg wurden auch Kinder und Jugendliche als Überlebende aus den Konzentrationslagern, als minderjährige Displaced Persons oder als Waisen jüdischer Eltern, weiter betreut. Zum Beispiel hat OSE ihre Emigration nach Israel organisiert, oft zusammen mit anderen karitativen Trägern. In den 1960er Jahren wurden Kinder aus Ägypten und Nordafrika versorgt. Heute kümmert sich OSE um kranke und behinderte Kinder.

## Mitarbeiter
Von 1980 bis 1985 war Vivette Samuel Generalsekretärin der OSE. Ab 2003 ist Jean-François Guthmann Präsident, Geschäftsführerin ist Patricia Sitruk. Das OSE hat etwa 650 Mitarbeiter und 100 ehrenamtliche Unterstützer.
Historisch spielte der Immunologe Alexandre Besredka, ein Arzt russischer Herkunft in Paris, eine wichtige Rolle in der OSE der Zwischenkriegszeit.

## Liste von OSE-Kinderheimen während des Zweiten Weltkriegs (Auswahl)

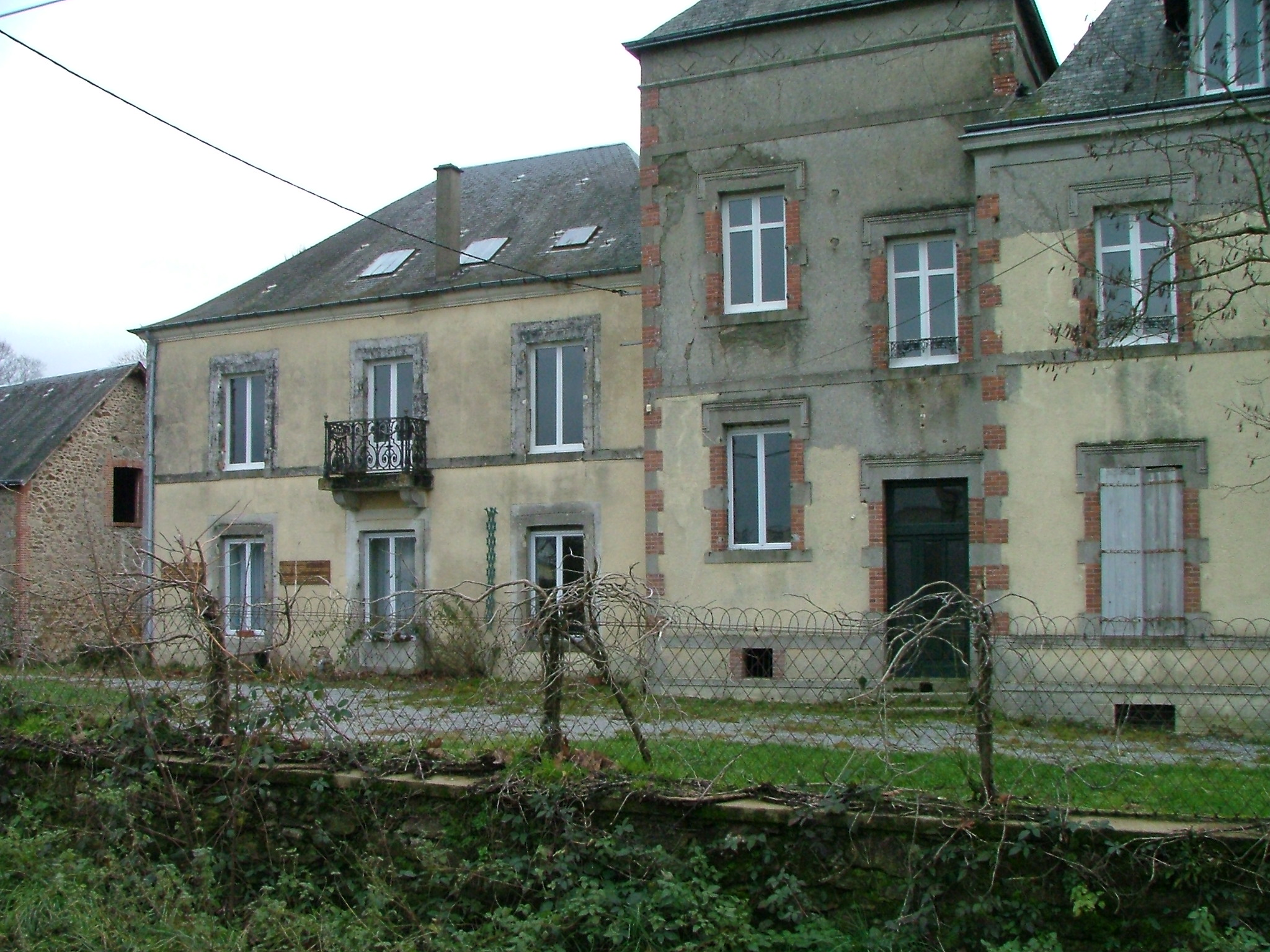
Das Château de Chabannes war ein Kinderheim von OSE in Chabannes (Saint-Pierre-de-Fursac) in Vichy-Frankreich, in dem etwa 400 jüdische Flüchtlingskinder durch den damaligen Direktor, Félix Chevrier, und durch das Lehrerkollegium vor dem Holocaust gerettet wurden. 1999 im Dokumentarfilm „The Children of Chabannes“ von Lisa Gossels und Dean Wetherell dokumentiert (Filmmusik von Patrice Mestral).

Während des Zweiten Weltkriegs befanden sich viele der OSE-Kinderheime in aufgelassenen Schlössern und Villen (Beispiele):
- Château de Chabannes[17]
- Château de Chaumont
- Le Couret, La Jonchère-St-Maurice (Vienne)
- Schloss La Chesnaie in Eaubonne
- Villa Helvetia, Soisy-sous-Montmorency[18]
- Villa Mariana, Saint-Raphaël
- Château de la Hille, (fälschlich auch Château de la Mille), Nähe Pamiers
- Masgellier, Le Grand-Bourg
- Château de Mas-Jambot (heute Mas-Jambost), an der Straße nach Angoulême (heute D 941) in Limoges, heute Schule, Park, Rosengarten
- Château de Maubuisson, Saint-Ouen-l’Aumône
- Château de Montintin, in Château-Chervix, südlich von Limoges Beschreibung, Personen
- Château des Morelles, Broût-Vernet Beschreibung, Personen
- Les Tourelles, Soisy-sous-Montmorency Beschreibung, Personen[19]
- La maison d'enfants de Chamonix[20]